# TRIAL (w-inds.의 노래)
〈TRIAL 〉 (트라이얼) J-pop 그룹인 w-inds.의 19번째 싱글 작품이다.

## 수록곡
1. TRIAL
2. Back At One
3. 풍시(風詩)-KAZAUTA-
4. TRIAL (Instrumental)

## 타이업
TRIAL: FIFA, JFA 합작영화《GOAL》일본어버젼 삽입곡.

## 차트
- 오리콘 차트 3위를 기록하였다.